# Джон Крамер (персонаж)
Джон Кра́мер (англ. John Kramer), более известный как Констру́ктор (в официальной русской локализации — Пила́) (англ. Jigsaw) — главный антагонист серии фильмов «Пила» (с 2004). Во всех фильмах его играет американский актёр Тобин Белл.
Он отличается от большинства вымышленных серийных убийц тем, что не считает свои действия убийствами: он верит, что учит людей ценить свою жизнь, полагаясь на различные смертельные ловушки, в которых они сами должны сделать выбор (часто влекущие за собой членовредительство), чтобы избежать смерти. Не все ловушки предоставляют возможность выжить, так как некоторые собирал не Джон — к примеру у уборщика Хэнка в фильме «Пила 6» не было никаких шансов; однако в некоторых ловушках одни жертвы должны быть убиты, чтобы выжили другие.
Сам Крамер заявляет, что обладает возможностью предугадывать ход человеческих мыслей и событий. Является гениальным инженером и разбирается в человеческой психологии.

## Биография
Джон Крамер (Конструктор) одержим идеей научить людей ценить свои жизни, подвергая их тестам, которые он называет «играми на выживание» или «испытаниями воли». Испытания зачастую символически отражают ошибки, допущенные игроками на своём жизненном пути. Все его ловушки причиняют своим жертвам моральные или физические страдания, и все они вызывают смерть своих жертв в случае их неспособности поступать в соответствии с правилами, которые он оставляет им на аудио или видеокассетах (в последнем случае правила озвучивает его кукла). Каждую игру он предварительно проектирует, предугадывая каждый ход своих жертв.
Ещё задолго до того, как Джон стал «учителем жизни», у него была прекрасная семья и отличная работа. Его жена Джилл работала в клинике для душевнобольных и наркозависимых, а сам Джон занимался гражданским строительством. Наблюдая, как проходит лечение наркоманов в клинике его жены, Джон превращает девиз «Цени свою жизнь» в своё постоянное кредо.
Однажды на благотворительном банкете в клинике Джон знакомится с Уильямом Истоном, президентом страховой компании «Umbrella Health». Поговорив с ним, Джон высказывает мнение, что Уильям не разделяет тех, кто должен жить и кто будет жить. На что Истон отвечает, что просто прогнозирует судьбу тех, у кого есть потенциал к жизни в добром здравии. Несмотря на некоторые разногласия, выплаты по страховке Джон доверяет именно ему.
Джилл вот-вот должна была родить сына, которого Джон решил назвать Гидеоном в честь своего первого построенного здания. Но в клинике, где она работала, произошла трагедия: наркоман и вор Сессил Адамс похитил препараты из отделения, а, убегая, ударил Джилл по животу дверью. Случился выкидыш. Джон впадает в полное уныние.
Спустя некоторое время лечащий врач Джона Лоуренс Гордон ставит ему диагноз опухоль головного мозга, которая является метастазом рака прямой кишки. Решив не сдаваться, Джон идёт к Уильяму, чтобы получить разрешения на страховку, дабы отправиться в Норвегию к специальному врачу. Но Уильям решительно отклоняет его просьбу, ссылаясь на невыгодные условия для компании, и Джон убеждается в том, что Истон действительно решает, кому жить, а кому — нет.
Будучи на грани отчаяния, Джон толкает себя на самоубийство, но выживает, несмотря на многочисленные раны. Понимая, что, несмотря на болезнь, его тело справилось с тяжёлыми увечьями, Джон загорается идеей испытаний с жизнью и в результате становится маньяком.

### Использование куклы
Для общения со своими жертвами использует посредством видео- и аудиозаписей куклу-чревовещатель Билли.

## В фильмах серии

### «Пила: Игра на выживание»
Впервые его голос слышен на плёнках, которые он оставил фотографу Адаму и доктору Гордону, где он объяснил им причины, по которым они оказались в ловушке, а также правила, которые нужны им, чтобы победить.
Позже оказалось, что Джон лежал между испытуемыми в ванной комнате, изображая мёртвое тело. Когда Лоуренс покинул помещение, отпилив себе ногу, Джон встал с пола и закрыл Адама в комнате одного, сказав ему: «Игра окончена!».

### «Saw: The Video Game»
После событий первого фильма Конструктор запер детектива Дэвида Тэппа в заброшенной психиатрической больнице. Джон начал игру Дэвида с того, что надел на него Разрыватель челюсти. Также он поместил в лечебницу всех, кого когда-то знал Тэпп — Аманду Янг (за то, что она резала себе вены), Дженнингса, Мелиссу Синг, Джеффа Риденхора. Помимо них, Тэпп должен был спасти репортёра МакГилликати, придумавшего Джону прозвище «Конструктор», и Оби Тейта, который сам просил об испытании. В этой игре у Джона появляется неизвестный помощник, который попутно испытывал остальных людей в лечебнице. Кто этот человек, так и останется невыясненным — Дэвид, победив в схватке, бросит его умирать, и продолжит погоню за Джоном. В конце игры Джон предлагает Тэппу подарить всем спасённым им жертвам свободу или же продолжить преследование истины. Дэвид, усвоивший урок, покидает лечебницу и объявляется героем, а Джон начинает готовить испытания, показанные во второй части франшизы.

### «Пила 2»
События второго фильма раскрывают, что Джон, предчувствуя близкую кончину, нашёл себе преемницу. Ею стала Аманда Янг. С помощью Аманды Джон решил испытать полицейского Эрика Мэтьюза. Но Эрик не справился, и Аманда заперла его в комнате с трупами Адама и санитара Зеппа Хиндла. Раскрыв свою личность перед всем миром, Джон и Аманда исчезают.

### «Пила 3»
С момента исчезновения маньяка Пилы и его сообщницы проходит полгода. Джон всё больше ослабевает от рака, но всё же решает провести последнее испытание, в котором хочет проверить Аманду, прежде чем передать ей своё наследие. Джон поручает Аманде испытать падшую семью Джеффа и доктора Линн Денлон. Но амбиции Аманды мешают проведению тестов, что оборачивается для всех трагически: мстительный Джефф убивает Аманду, а после и самого Джона.

### «Пила 4»
Эта часть является мидквелом третьей части. Оставив Аманду следить за Джеффом и Линн, Джон поручил своему второму помощнику испытать выжившего детектива Метьюза, адвоката Арта Бланка, офицера Дэниела Ригга, детектива Марка Хоффмана, а также агентов ФБР.

### «Пила 5»
После событий четвёртой части Джон оставил детективу Хоффману послание, что он — следующий, кто примет вызов Джона. Помимо этого, Джон появляется во флешбек-воспоминаниях Марка.

### «Пила 6»
Шестой фильм ещё глубже раскрывает прошлое Джона. Несмотря на то, что после превращения в Конструктора Джон развёлся с Джилл и попросил её больше не приходить к нему, он решил доказать ей, что его идея на самом деле работает, и что он не убийца, которым его считает общество. Флешбеки показывают, как Джон оставляет своё наследие Джилл, дабы она распорядилась им в нужное время.

### «Пила 3D»
В седьмой части Джон появляется лишь во флешбеках. На презентации книги «Как я победил Конструктора» к Бобби Дагену подходит человек и просит расписаться на обложке. Не зная, что перед ним стоит сам Конструктор, Бобби подписывает книгу и терпеливо отвечает на провокационные вопросы пришедшего. Джон намекает на то, что Бобби лжец и что ему придётся вскоре поплатиться, а на прощание обещает ещё с ним встретиться.
Также этот фильм раскрывает, что Джон, заперев Адама в ванной комнате, догнал доктора Гордона по коридору и спас его. Позже Джон несколько раз обращался к хирургической помощи со стороны Гордона и перед смертью именно ему поручил проследить за окончанием последних испытаний (по кассете-завещанию Пилы доктор Гордон должен был присматривать за Джилл Так и в случае её гибели — наказать виновного). После смерти Пилы его убийства продолжает преемник Марк Хоффман (бывший детектив‚ тоже маньяк). Но за убийство Джилл Так доктор Гордон ловит Хоффмана и закрывает его в ванной комнате, показанной в нескольких предыдущих частях.

### «Пила 8»
Джон появляется во флэшбеке с ловушками на ферме, где он испытывает 5-х людей. Как поясняется в фильме — это первая совместная ловушка Джона Крамера. Также во флэшбеке выясняется, что первым его помощником был военный врач Логан Нельсон, который однажды совершил глупую ошибку, по невнимательности перепутав рентгеновские снимки Джона с другим человеком. Из-за этого свой диагноз Джон узнал слишком поздно. Однако подвергнутого испытаниям Логана спас сам Джон, решив, что врач не должен был погибнуть из-за непреднамеренной ошибки.

### «Пила: Спираль»
В фильме показывается фотография с изображением Джона крупным планом.

### «Пила X»
Тобин Белл повторил свою роль в фильме «Пила X». События развернулись между картинами «Пила: Игра на выживание» и «Пила 2»; также десятая часть включает одни из «самых интересных игр» Конструктора.

## Общие наблюдения
Пила всегда знает, что случится во время игр — он достиг совершенства в предугадывании хода человеческих мыслей, что вызывает у некоторых фанатов и критиков недовольство. Тобин Белл лично ответил на такие замечания, сказав, что он считает, что у Пилы всегда есть запасной план, и что он всё рассчитывает, исходя из самого неблагоприятного исхода.
Джеймс Ван дал следующую характеристику действиям Джона:

Он не то чтобы наказывает вас за ваши грехи — он хочет помочь вам, считая, что если вы пройдёте одну из его ловушек, то станете лучше как человек.
Оригинальный текст (англ.)He’s not exactly punishing you for your sins. He wants to help you, and he thinks that if you make it through one of his traps, then you’ll be a better person.

В своих комментариях на Blu-Ray «Пилы 3D» сценаристы Патрик Мелтон и Маркус Данстэн сказали, что именно сам Джон основал собрания выживших (The Survivor Group).
Существует фанатская теория, что Джон Крамер — это повзрослевший Кевин Маккаллистер из «Один дома». Маколей Калкин, сыгравший Кевина, и Джеймс Ван, режиссёр серии фильмов «Пила», одобрили данную теорию, заявив, что, вполне возможно, Кевин мог вырасти и стать Джоном Крамером.

Это удивительно. Я должен был знать, что Маколей Калкин вырастет в Джона Крамера! Я думаю, это круто. Я очень польщён, что люди тратят время, чтобы развлечься со всеми этими фан-теориями. Думаю, именно поэтому я делаю эти фильмы. Я хочу, чтобы фанаты весело проводили время с ними.

## Критика
Тобин Белл дважды номинировался на кинопремию MTV в номинации лучший злодей за роль Джона Крамера в фильмах «Пила 2» и «Пила 3».
В обзоре «Пилы 2» от «San Francisco Chronicle» похвалил Тобина Белла и Джона как «более устрашающих, чем злодеи из пяти последних фильмов ужасов Голливуда, вместе взятых; даже несмотря на то, что он в инвалидной коляске и подключён к нескольким внутривенным инъекциям.»
Дон Саммер, сценарист из «Best-Horror-Movies.com», заявил, что «злодей из „Пилы“ блестящий и грозный» и что актёр Тобин Белл проделал «фантастическую работу» для своей роли.
Нил Смит, обозреватель BBC, охарактеризовал «Пилу Белла» как «жуткую», описывая персонажа как добавляющего «ощутимо зловещий заряд» к сценам, в которых он появлялся.
Сорча Ни Флинн, обозреватель «Ирландского журнала исследований готики и ужасов», заметил, что «Пила Тобина Белла» стала настолько прочной частью франшизы «Пила», что уменьшенная внешность персонажа в «Пиле 5» резко ощущалась. Ни Флинн также отметил, что уникальный характер Пилы не был успешно компенсирован его очевидным преёмником в «Пиле 5», Марком Хоффманом. Ещё Ни Флинн заметил, что персонаж Пилы настолько важен для франшизы «Пила», что она должна была закончиться как трилогия, учитывая смерть Пилы в конце «Пилы 3».
Точно так же несколько критиков, которые рецензировали «Пилу 3D», отзывались на минимальное экранное время Белла в фильме, а Эрик Голдман из IGN писал, что «невозможно не беспокоиться о том, как мало времени было потрачено» с персонажем.
Пила занимает 30-е место в списке «100 величайших героев фильмов» по версии журнала «Empire». «Total Film» поставил Пилу на 47-е место в списке «100 величайших кинозлодеев»". Сайт Yahoo! Movies поставил Пилу на 4-е место в списке «13 культовых злодеев в истории ужасов»

## Дубляж
На русском языке его дублируют Виктор Бохон («Пила: Игра на выживание»), Никита Прозоровский («Пила 2», «Пила 3»), Дальвин Щербаков («Пила 4» (голос Билли)) и Александр Новиков («Пила 4» — «Пила X»).